# Altes Schloss (Neustadt an der Waldnaab)

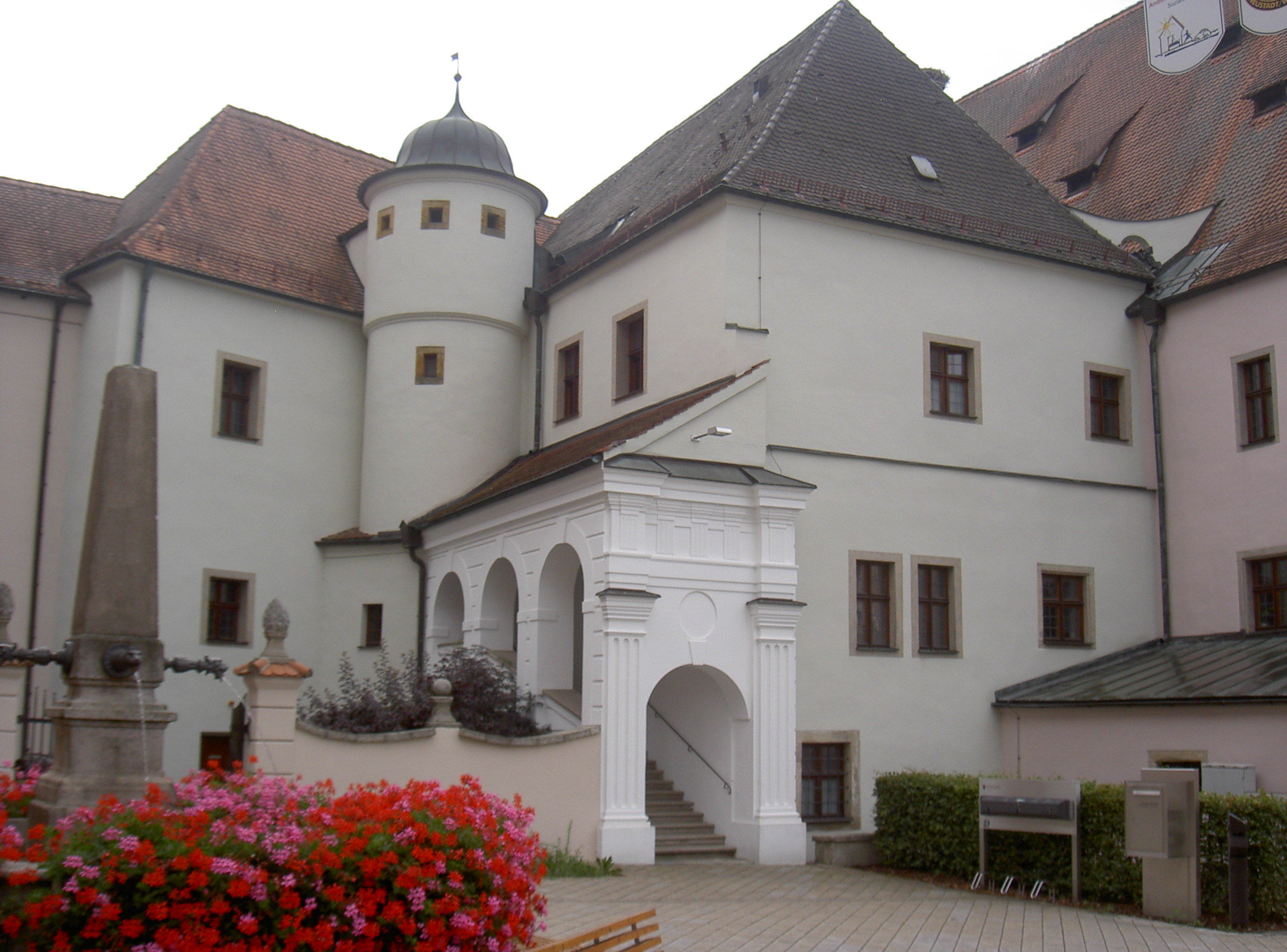
Altes Schloss von Neustadt an der Waldnaab

Das Alte Schloss in Neustadt an der Waldnaab wurde im 16. Jahrhundert als Burg der Heidecker von Johann Georg von Heydeck (1545–1564) auf der Basis eines Vorgängerbaues der Grafen von Altendorf (vermutlich aus dem 13. Jahrhundert) errichtet. Die Anlage wird als Bodendenkmal unter der Aktennummer D-3-6239-0052 im Bayernatlas als „archäologische Befunde im Bereich des sog. Alten Schlosses und des sog. Neuen Schlosses in Neustadt a.d. Waldnaab, darunter die untertägigen Spuren einer mittelalterlichen Burganlage“ geführt. Ebenso ist sie unter der Aktennummer D-3-74-139-41 als denkmalgeschütztes Baudenkmal von Neustadt an der Waldnaab verzeichnet.

## Geschichte
Durch die Ehe mit Berta, einer der Erbtöchter Graf Gebhards von Sulzbach, gelangte Graf Heinrich II. von Altendorf in den Besitz der Herrschaft Neustadt an der Waldnaab. 1232 wurden Alt- und Neustadt an der Waldnaab von Graf Heinrich IV. von Altendorf an seinen Vetter Heinrich I. von Ortenburg für 1000 Pfund Regensburger Münze verpfändet; dieses Pfand wurde nicht mehr ausgelöst. Die Tochter des Grafen von Ortenburg heiratete Friedrich von Trüdingen und nach dem Tod ihres Gatten verkaufte die Witwe 1261 die Herrschaft Neustadt an den Herzog von Bayern, den Wittelsbacher Ludwig der Strenge. Nach dem Salbuch von 1270 hat Ludwig der Strenge auch die Burg Störnstein mit den dazugehörenden Besitzungen erworben. Der Besitzstand der Wittelsbacher an der Waldnaab bestand Ende des 13. Jahrhunderts aus der Herrschaft Störstein samt Neustadt an der Waldnaab (redditus Antique sive Nove Civitatis) und der Gutsherrschaft Rothenstadt (Redditus bonorum in Rotenstat). Sein Nachfolger, Kaiser Ludwig der Bayer, verpfändete Neustadt und Störnstein an den Landgrafen Ulrich von Leuchtenberg.
Aufgrund des wittelsbachischen Hausvertrages von Pavia von 1329 kam Neustadt an der Waldnaab zusammen mit Störnstein an die pfälzische Linie der Wittelsbacher. Damals waren Neustadt und Störnstein immer noch ein Leuchtenburgisches Pfand. Wegen der finanziellen Unterstützung, die Kaiser Karl IV. bei der Befreiung von Rupert II., der 1348 in sächsische Gefangenschaft bzw. in die Gefangenschaft des falschen Waldemar geraten war, geleistet hatte, wurden ihm 1353 für 12.000 Mark Silber gegen Wiedereinlösung innerhalb einer Jahresfrist diverse Besitzungen in der Oberpfalz (darunter Neustadt, Störnstein, Hirschau, Waldeck, Murach und Dreswitz) verpfändet. Da die Einlösung wegen der hohen Verschuldung der Pfalz nicht möglich war, trat Ruprecht I. am 29. Oktober 1353 neben Neustadt an der Waldnaab und Störnstein auch Hirschau, Lichtenstein, Sulzbach, Rosenberg, Hertenstein, Neidstein, Thurndorf, Hilpoltstein, Hohenstein, Lichteneck, Frankenberg, Lauf, Eschenbach, Hersbruck, Velden, Pegnitz und Plech mit allen Dörfern an den Böhmerkönig Karl IV. ab und diese Region wurde Bestandteil von Neuböhmen. Das Gebiet wurde vorerst von verschiedenen Beamten des Kaisers verwaltet. 1382 ist Hintzik Pflug zum Rabenstein Pfleger in Störnstein. 1391 werden Neustadt und Störnstein als Pfandbesitz für 13.500 rheinische Gulden von der böhmischen Krone an den Hintzik Pflug zum Rabenstein gegeben. Über Ameley Kagerin zum Störnstein, Mutter des Hintzik Pflug, die 1410 den Hans von Parsberg († 1469) in dritter Ehe geheiratet hat, kommen die Besitzungen an die Parsberger. Aber bereits 1463 sind Neustadt und Störnstein wieder im Besitz der Pflug, wie aus einer Lehensurkunde des böhmischen Königs Georg von Podiebrad für Sebastian Pflug hervorgeht. 1487 wird diese Pfandschaft auch von König Vladislav II. für den Hansen Pflug zum Rabenstein bestätigt. Eventuell im Zusammenhang mit dem Löwlerbund, dem Sebastian Pflug bis 1491 als Hauptmann vorsteht, geht die Herrschaft der Pflugs hier zu Ende. Am Neujahrstag 1504 wird in Ofen von König Vladislav II. die Pfandschaft über „Neustädtlein“ und Störnstein an den Getrzichen von Guttenstein zu Petersburg und Kysch übertragen. Dies fand in Übereinstimmung mit Sebastian Pflug statt, der noch auf dem Störnstein saß. Ein Wolf von Guttenstein erscheint urkundlich letztmals 1539 in einem Spruchbrief.
Ab 1540 ist die Herrschaft über „Neustädtl“ und Störnstein im Eigentum des Johann Georg von Heideck. Georg von Heideck († 1551) hat diese Pfandschaft lt. einer Urkunde vom 4. Oktober 1562 als „uneinlösbares Pfandgut“ in seinem Besitz. Ihm folgte sein Sohn Johann Ulrich († 1554 oder 1555) nach. Sein Vetter Wilhelm von Heideck ist nach der genannten Urkunde von Kaiser Ferdinand der nächste Besitzer. Da er noch minderjährig war, übernahm die Witwe des Georg von Heideck, einer geborene Gräfin von Rappoltstein, die Herrschaft. Zudem stand Wilhelm von Heideck unter der Vormundschaft des Bischofs Erasmus von Straßburg und des Grafen Philipp von Hanau und Lichtenberg. Von den Herren von Heideck hat Ladislaus von Lobkowitz, Oberster Landeshofmeister im Königreich Böhmen, am 4. Oktober 1562 die Pfandherrschaft Störnstein abgelöst; die endgültige Übereignung fand aber erst 1571 statt, nachdem man sich über die Heideckschen Eigengüter geeinigt hatte. Zuerst wurde die Herrschaft auf zehn Jahre übergeben. Kaiser Maximilian II. hat dann am 25. September 1575 mit Einwilligung der böhmischen Stände Störnstein dem Ladislau von Lobkowitz erblich überlassen. Diese wurde 1641 zur Gefürsteten Grafschaft Störnstein erhoben und bis 1807 verblieben Neustadt und Störnstein im Besitz der Familie der Lobkowitzer.

## Baulichkeit
Die Herrschaft von Neustadt und Störnstein benötigte naturgemäß einen Herrschafts- und Verwaltungssitz. Es wird angenommen, dass ein Vorgängerbau des „Alten Schlosses“ bereits im 12./13. Jahrhundert von den Grafen von Altendorf errichtet wurde. Nachdem die Heidecker ihren Verwaltungssitz nach Neustadt verlegt hatten und der Burgstall Störnstein öd lag, muss vor dieser Zeit als „Alte Schloss“ im Stile der Spätgotik in Neustadt errichtet worden sein. Da sich in der beachtenswerten Dachkonstruktion des „Alten Schlosses“ (ein freitragender Pfettendachstuhl mit drei Zwischenböden) die Jahreszahl 1543 befindet, kann man davon ausgehen, dass es damals zu einem teilweisen Neubau des „Alten Schlosses“ kam. Im Jahr 1567 hatte Ladislaus II. von Lobkowitz den Neustädtern versprochen, ein neues Schloss zu bauen. Im Gebäude ist noch immer eine bedeutsame Balkendecke aus der Renaissancezeit vorhanden, die aus den Jahren 1500–1600 datiert ist. Bei einer Beschreibung der Neustädter Herrschaft im Jahr 1620 wird dann schon von einem „wollerbauten Schloß“ gesprochen, das große Zimmer vorweisen konnte. Dieses war ein dreigeschossiger Giebelbau mit Erkern. 1665 erfolgte eine Aufstockung des Obergeschosses des Vorderhauses (hier befindet sich noch eine Rokokoputzdecke mit Vedutenmalerei). 1818 wurde eine überdachte Freitreppe angebaut.

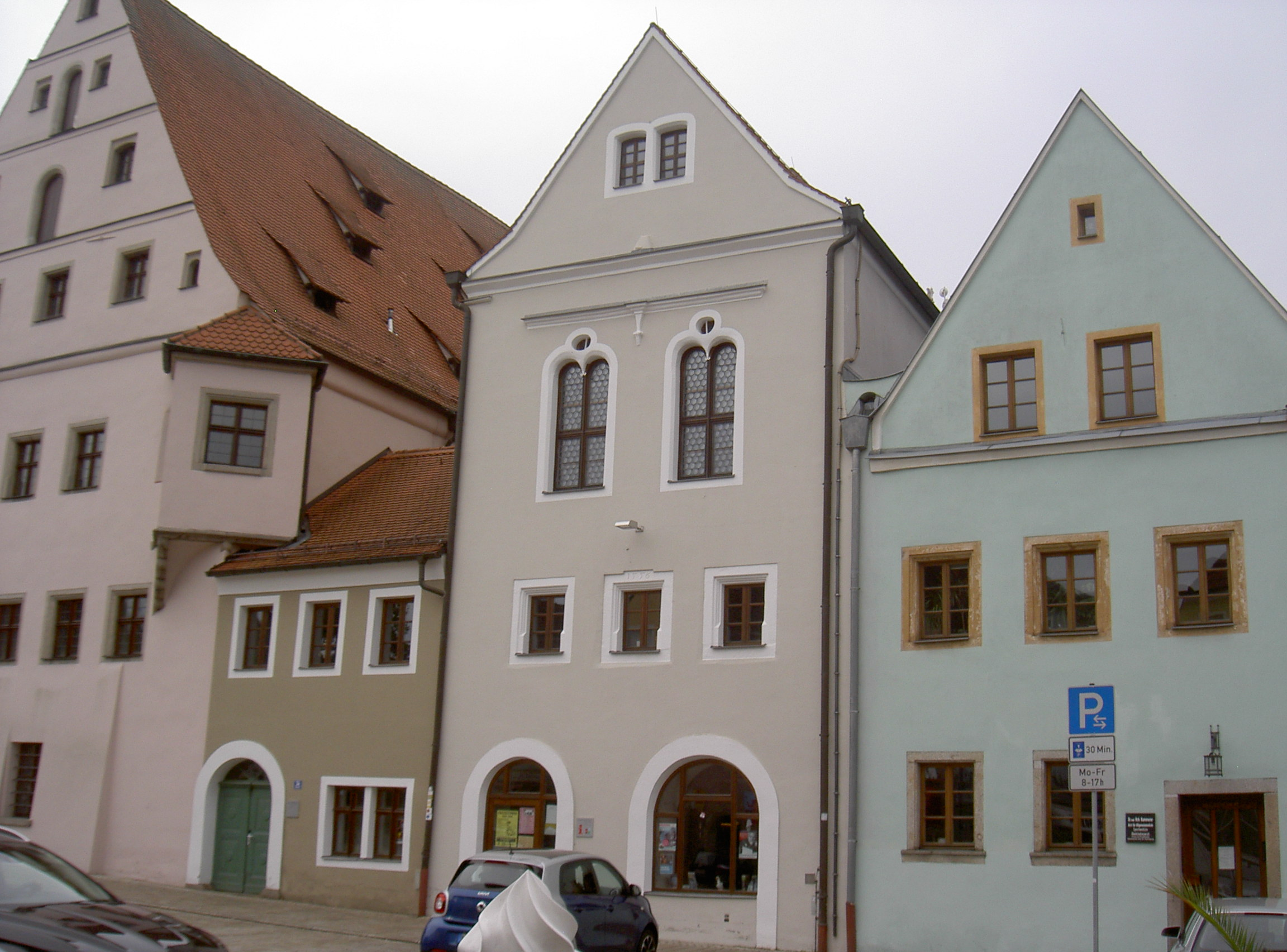
Ehemaliger Kanzleikomplex rechts neben dem „Alten Schloss“ von Neustadt an der Waldnaab

Zu dem „Alten Schloss“ gehörte auch der ehemalige Kanzleikomplex; dieser ist ein südlich gelegener dreigeschossiger Giebelbau aus der zweiten Hälfte 16. Jahrhundert. Er wurde mit einem Treppenturm über den erhaltenen Fundamenten der Stadtmauer an das „Alte Schloss“ angebaut. Im Urbar heißt es dazu: „Das Schloß ist am Eck der Stadt zu oberst gegen die Floß hin gelegen, hat einen Vorhof nicht allzugroß, am Eingang einen großen Stock, an diesen hohen Stock ein etwas niederen Stock und daran eine ziemlich hohe Veste mit gebrochenem Thurm; dabei wieder ein Stock an dem Stadtthor gegen der Floß, aber vor dem grossen Stocke noch 3 andere Stöcke, meistentheils von Grund neu aufgerichtet, die dann den gevierten Hof machen, darin sehr gute Keller, Gewölb, Küchen, ein Röhrenbrunnen, 22 Stuben, mehrere Kammern, 3 Säle und andere eingerichtete Zimmer. Oben etliche schöne Taidtschüttungen. … Nebst diesem ist noch zu dem Schloß das nächstgelegene Haus … vertauscht worden, darinnen 4 schöne Stuben, in denen 2 die Kanzleien und in 2 andern die junge Herrschaft wohnt. Darinen ist auch ein steinerner Keller und ein Getraidboden.“
Zwischen den Jahren 1571 und 1698 diente das „Alte Schloss“ als Residenz der Fürsten von Lobkowitz. Die oberen Stockwerke wurden durch die fürstliche Familie bewohnt. Im Erdgeschoss befanden sich Wein- und Bierschenken und später Ladengeschäfte. Auch das Wachpersonal hatte in den unteren Räumen seinen Aufenthaltsort. Als Beweis dafür befindet sich heute noch ein kleines Gefängnis in einem Raum. Hier wurden die Gefangenen durch ein Loch im Boden in einem Kellerverlies eingekerkert. Im 2. Stockwerk kann ein Modell der Prager Neustadt, so wie sie Kaiser Karl IV. planen ließ, besichtigt werden. Es wurde nach der Jubiläumsausstellung auf der Nürnberger Kaiserburg als Dauerleihgabe nach Neustadt gegeben. In dem „Alten Schloss“ befand sich noch eine eigene Kapelle, die für die evangelisch gebliebene Augusta Sophie von großer Wichtigkeit war. Auch der sogenannte Hungerturm kann dem Alten Schloss zugerechnet werden. Nach 1684 wurden Teile der alten Stadtbefestigung, in die das Alte Schloss integriert war, sowie der alte Torturm abgerissen, um das Neue Schloss erbauen zu können. Allerdings verließen die Fürsten Lobkowitz bereits 1707 Neustadt und zogen sich nach Böhmen zurück.
Über das alte Schloss wurde im 19. Jahrhundert sehr abfällig berichtet; dazu hieß es, „ist … ein alterthümliches, aber ziemlich geschmackloses Gebäude mit riesigen Rauchfängen … Zwei Nachbarhäuser sind … mit zum Schloße gezogen worden und mit ihm vereinigt gewesen. Das alte Schloß ist gegenwärtig (1866) Eigenthum des königl. Advokaten und Landtagsabgeordneten Herrn Wenzel Wiedenhofers; das westliche Nachbarhaus, die ehemalige Lobkowitzsche Weinschänke, gehört heute dem Kaufmann Pfeffinger. Die in diesem Hause früher gewesene lutherische Kapelle der Prinzessin von Sulzbach Augusta Sophie ist nun in eine Privatwohnung umgewandelt. In dem jetzigen Wiedenhofer’schen Hause befanden sich bis zum Ende der Lobkowitzischen Herrschaft die Bureaus und Kanzleien derselben und die Privatwohnung des fürstlichen Oberamtmannes. Nach Uebersiedlung des Landgerichts von Parkstein wurde die Kapelle demoliert, und es wurden die Wohnung des Landrichters, die Bureaus, Registraturen, das Gericht selbst, sowie die Fronfeste und die Wohnung des Gerichtsdieners in diese weiten Räume verlegt“. Nach dem Ende der Lobkowitzer Herrschaft verkam das Alte Schloss zusehends.
Von 1870 bis 1927 befand sich in dem Gebäude die Poststelle von Neustadt. Im Jahr 2007 wurde auch das „Alte Schloss“ saniert. Heute befinden sich im „Alten Schloss“ Teile des Landratsamtes von Neustadt an der Waldnaab. Auf der Rückseite kann der Barockgarten besichtigt werden. Daneben wurde für das Landratsamt ein Erweiterungsbau errichtet und an das Denkmalensemble angebunden. Im „Alten Schloss“ befindet sich auch das Tourismuszentrum Oberpfälzer Wald.